# Moosbach (Rothbach)
Der Moosbach ist ein Bach im bayerischen Markt Bodenmais im Landkreis Regen, der nach südlichem Lauf etwas westlich des Marktdorfes von rechts in den Rothbach mündet.

## Geographie

### Verlauf
Die Quellen des Moosbachs liegen in der Nordspitze des Gemeindegebietes, zwischen Enzian im Nordwesten und Kleinem Arber im Osten. Er läuft von dort an recht genau südwärts. Von links fließen ihm unter anderem das Dürrböbrachbachl und der Forellenbach zu, bevor er etwas nördlich des Ortes Bodenmais über den zweithöchsten Wasserfall (6–8 m) Hochfall des Bayerischen Waldes hinabstürzt. Nachdem der Moosbach Bodenmais westlich passiert hat, läuft im von rechts der Unterberggraben zu und er erreicht nach etwa 7 km langem Weg beim Siedlungsplatz Hammerbruck den Rothbach, in den er von rechts einmündet.

### Einzugsgebiet
Der Moosbach entwässert etwa 10 km² des Bayerischen Waldes südwärts zum Rothbach. Der höchste Punkt an der Nordostecke des Einzugsgebietes ist der etwa 1384 m ü. NHN hohe Gipfel des Kleinen Arbers, während der Enzian an der Nordwestecke nur 1286 m ü. NHN erreicht. Der weit überwiegende Teil des Einzugsgebietes gehört zu Markt Bodenmais und nur ein Randstreifen zwischen dem dort dieser recht nahe kommenden Mittellauf und der rechten Wasserscheide liegt auf dem Gebiet der Gemeinde Drachselsried. Das obere und mittlere Einzugsgebiet ist waldbestanden, das untere bei Bodenmais meist offen.
Reihum grenzen die Einzugsgebiete der folgenden Nachbargewässer an:
- Im Norden fließt der Steinbach in Gegenrichtung zum obersten Weißen Regen;
- im Osten zieht die am Kleinen Arber beginnende nächste Oberlauffolge des Rißbachs wie der Moosbach etwas weiter aufwärts zum Rothbach in Bodenmais;
- jenseits der westlichen Wasserscheide entspringt das Oberlaufbüschel des zunächst noch Haufenmühlbach genannten Asbachs, der unterhalb des Rothbachs wie dieser den Schwarzen Regen speist.

## Natur und Schutzgebiet
Der Hochfall im Moosbachtal ist vom Bayerischen Landesamt für Umwelt als bedeutendes Geotop (Geotop-Nummer: 276R016) und Naturdenkmal ausgewiesen. Der Bach hat in den Untergrund aus Gneis unter Stürzen mehrere Gumpen eingegraben.